# Liga Premier de Bosnia y Herzegovina 2012-13
La Premijer Liga 2012-13 es la decimotercera temporada de la Premijer Liga de Bosnia y Herzegovina como torneo unificado. El torneo es organizado por la Federación de Fútbol de Bosnia y Herzegovina.
La temporada comenzó el 4 de agosto de 2012 y terminó el 26 de mayo de 2013, con un receso de invierno entre diciembre y febrero. El campeón de la temporada pasada Željezničar Sarajevo pudo defender con éxito el título esta temporada, Este es el sexto campeonato de Bosnia y Herzegovina en la historia del club, el tercero en cuatro temporadas.

## Formato
Los dieciséis equipos participantes jugaran entre sí todos contra todos dos veces totalizando 30 partidos cada uno, al término de la fecha 30 el primer clasificado obtuvo un cupo para la segunda ronda de la Liga de Campeones 2013-14, mientras que el segundo y tercer clasificado obtuvieron un cupo para la primera ronda de la Liga Europa 2013-14; por otro lado los dos últimos clasificados descendieron a la Prva Liga FBiH 2013-14 o a la Prva Liga RS 2013-14.
Un tercer cupo para la segunda ronda de la Liga Europa 2013-14 es asignado al campeón de la Copa de Bosnia y Herzegovina.

## Equipos
| Club              | Ciudad           | Estadio                      | Aforo  |
| ----------------- | ---------------- | ---------------------------- | ------ |
| Borac             | Banja Luka       | Banja Luka City Stadium      | 9,730  |
| Čelik Zenica      | Zenica           | Bilino Polje                 | 15,292 |
| GOŠK Gabela       | Gabela           | Stadion Podavala             | 3,000  |
| Gradina Srebrenik | Srebrenik        | Gradski stadion (Srebrenik)  | 8,000  |
| Leotar Trebinje   | Trebinje         | Stadion Police               | 8,550  |
| Olimpik Sarajevo  | Sarajevo         | Stadion Otoka                | 3,000  |
| Rednik Bijeljina  | Bijeljina        | Gradski stadion (Bijeljina)  | 6,000  |
| Rudar Prijedor    | Prijedor         | Gradski stadion (Prijedor)   | 5,000  |
| Sarajevo          | Sarajevo         | Asim Ferhatović Hase Stadium | 35,630 |
| Slavija Sarajevo  | Istočno Sarajevo | Gradski SRC Slavija          | 6,000  |
| Široki Brijeg     | Široki Brijeg    | Stadion Pecara               | 5,628  |
| Travnik           | Travnik          | Stadion Pirota               | 3,200  |
| Velež Mostar      | Mostar           | Stadion Vrapčići             | 5,294  |
| Zrinjski Mostar   | Mostar           | Stadion pod Bijelim Brijegom | 20,000 |
| Zvijezda          | Gradačac         | Banja Ilidža                 | 5,000  |
| Željezničar       | Sarajevo         | Stadion Grbavica             | 16,100 |

## Tabla de posiciones
| Pos. | Equipo            | Pts. | PJ | G  | E  | P  | GF | GC | Dif. | Clasificación y descenso 2013–14                |
| ---- | ----------------- | ---- | -- | -- | -- | -- | -- | -- | ---- | ----------------------------------------------- |
| 1    | Željezničar (C)   | 66   | 30 | 20 | 6  | 4  | 48 | 20 | +28  | Segunda ronda de la Liga de Campeones           |
| 2    | Sarajevo          | 60   | 30 | 17 | 9  | 4  | 52 | 19 | +33  | Primera ronda de la Liga Europa                 |
| 3    | Borac             | 51   | 30 | 14 | 9  | 7  | 43 | 25 | +18  | No elegible para Competiciones Europeas 2013-14 |
| 4    | Cellik Zenica     | 51   | 30 | 14 | 9  | 7  | 44 | 30 | +14  | No elegible para Competiciones Europeas 2013-14 |
| 5    | Olimpik Sarajevo  | 49   | 30 | 13 | 10 | 7  | 34 | 26 | +8   | No elegible para Competiciones Europeas 2013-14 |
| 6    | Široki Brijeg     | 45   | 30 | 13 | 6  | 11 | 48 | 31 | +17  | Segunda ronda de la Liga Europa                 |
| 7    | Slavija Sarajevo  | 43   | 30 | 12 | 7  | 11 | 29 | 28 | +1   | No elegible para Competiciones Europeas 2013-14 |
| 8    | Leotar Trebinje   | 39   | 30 | 10 | 9  | 11 | 28 | 40 | −12  | No elegible para Competiciones Europeas 2013-14 |
| 9    | Zrinjski Mostar   | 39   | 30 | 11 | 6  | 13 | 26 | 42 | −16  | Primera ronda de la Liga Europa                 |
| 10   | Rudar Prijedor    | 36   | 30 | 10 | 6  | 14 | 37 | 42 | −5   |                                                 |
| 11   | Zvijezda          | 36   | 30 | 10 | 6  | 14 | 38 | 44 | −6   |                                                 |
| 12   | Radnik Bijeljina  | 35   | 30 | 8  | 11 | 11 | 27 | 35 | −8   |                                                 |
| 13   | Velež Mostar      | 34   | 30 | 8  | 10 | 12 | 31 | 34 | −3   |                                                 |
| 14   | Travnik           | 34   | 30 | 9  | 7  | 14 | 29 | 45 | −16  |                                                 |
| 15   | GOŠK Gabela       | 30   | 30 | 7  | 9  | 14 | 29 | 42 | −13  | Descenso a Prva Liga FBiH 2013-14               |
| 16   | Gradina Srebrenik | 9    | 30 | 1  | 6  | 23 | 17 | 57 | −40  | Descenso a Prva Liga FBiH 2013-14               |

Actualizado a los partidos jugados el 26 de mayo de 2013.
 Fuente: Soccerway
Notas:
1. 1 2  Borac, Cellik Zenica Olimpik Sarajevo, Slavija Sarajevo y Leotar Trebinje no pudieron conseguir licencia de clubes de la UEFA por motivos económicos o de infraestructura, por lo tanto el tercer cupo para la Liga Europea 2013-14 pasa al noveno clasificado.[1]
2. ↑  Tras ganar la Copa de Bosnia y Herzegovina el Široki Brijeg recibe un cupo para la segunda ronda de la Liga Europea 2012-13

## Resultados
| Local \ Visitante | BOR | CEL | GOS | GRA | LEO | OLI | RAD | RUD | SAR | SLA | SIR | TRA | VEL | ZEL | ZRI | ZVI |
| ----------------- | --- | --- | --- | --- | --- | --- | --- | --- | --- | --- | --- | --- | --- | --- | --- | --- |
| Borac             | —   | 2–0 | 1–0 | 1–0 | 5–0 | 2–1 | 1–0 | 4–0 | 1–1 | 1–2 | 0–0 | 2–2 | 1–0 | 2–0 | 5–1 | 3–0 |
| Cellik Zenica     | 1–1 | —   | 2–1 | 2–1 | 1–1 | 1–1 | 2–2 | 2–1 | 3–2 | 4–1 | 2–1 | 2–1 | 2–0 | 1–2 | 2–0 | 4–1 |
| GOŠK Gabela       | 0–2 | 0–0 | —   | 1–0 | 3–1 | 1–1 | 0–0 | 1–1 | 0–2 | 0–0 | 3–2 | 3–1 | 0–1 | 2–3 | 0–1 | 1–0 |
| Gradina Srebrenik | 1–3 | 0–1 | 1–1 | —   | 0–1 | 1–1 | 1–0 | 0–2 | 0–0 | 0–0 | 2–2 | 0–1 | 1–3 | 1–2 | 1–2 | 1–3 |
| Leotar Trebinje   | 2–0 | 1–0 | 4–2 | 3–0 | —   | 1–0 | 1–2 | 2–1 | 0–3 | 2–0 | 1–3 | 1–3 | 0–0 | 0–2 | 1–0 | 1–1 |
| Olimpik Sarajevo  | 1–1 | 0–2 | 1–0 | 2–1 | 1–0 | —   | 1–0 | 1–1 | 0–1 | 1–0 | 2–1 | 2–0 | 1–1 | 1–2 | 0–0 | 2–1 |
| Radnik Bijeljina  | 0–0 | 2–2 | 1–1 | 1–0 | 0–0 | 0–0 | —   | 1–0 | 2–1 | 2–0 | 4–0 | 2–2 | 2–1 | 0–3 | 2–0 | 0–0 |
| Rudar Prijedor    | 1–1 | 1–1 | 1–1 | 4–0 | 3–1 | 1–2 | 2–0 | —   | 1–3 | 0–1 | 2–1 | 1–0 | 2–3 | 1–3 | 4–1 | 2–0 |
| Sarajevo          | 2–0 | 0–0 | 4–0 | 3–1 | 0–0 | 3–1 | 5–0 | 3–0 | —   | 1–0 | 2–1 | 1–0 | 4–1 | 1–0 | 1–0 | 4–1 |
| Slavija Sarajevo  | 1–2 | 2–1 | 2–1 | 2–1 | 0–0 | 0–1 | 1–0 | 3–1 | 0–0 | —   | 0–1 | 1–0 | 2–0 | 1–2 | 1–1 | 1–0 |
| Široki Brijeg     | 4–0 | 0–1 | 5–0 | 2–0 | 1–1 | 0–0 | 2–0 | 2–1 | 2–1 | 0–0 | —   | 5–0 | 2–1 | 4–1 | 3–0 | 1–0 |
| Travnik           | 1–1 | 2–1 | 0–0 | 2–0 | 1–1 | 2–3 | 2–1 | 0–1 | 1–0 | 1–2 | 2–1 | —   | 0–0 | 0–0 | 0–1 | 2–1 |
| Velež Mostar      | 1–0 | 2–1 | 1–3 | 1–1 | 1–1 | 1–1 | 3–0 | 0–1 | 0–0 | 0–3 | 0–0 | 6–0 | —   | 0–0 | 1–1 | 2–1 |
| Željezničar       | 1–0 | 1–1 | 2–0 | 4–0 | 4–0 | 1–0 | 1–1 | 1–0 | 0–0 | 2–0 | 2–1 | 2–0 | 1–0 | —   | 0–0 | 2–1 |
| Zrinjski Mostar   | 1–0 | 0–2 | 0–3 | 2–1 | 2–0 | 1–4 | 2–1 | 0–0 | 2–2 | 2–1 | 1–0 | 1–2 | 2–1 | 1–0 | —   | 1–2 |
| Zvijezda          | 1–1 | 1–0 | 2–1 | 5–1 | 0–1 | 0–2 | 1–1 | 4–1 | 2–2 | 1–1 | 2–1 | 3–1 | 1–0 | 1–4 | 2–0 | —   |

## Máximos Goleadores
| Pos. | Jugador          | Club             | Goles |
| ---- | ---------------- | ---------------- | ----- |
| 1    | Emir Hadžić      | Sarajevo         | 20    |
| 2    | Eldin Adilović   | Željezničar      | 18    |
| 3    | Jovica Stokić    | Borac            | 12    |
| 3    | Saša Kajkut      | Čelik Zenica     | 12    |
| 3    | Krešimir Kordić  | Široki Brijeg    | 12    |
| 6    | Jasmin Mešanović | Čelik Zenica     | 10    |
| 7    | Marko Basara     | Radnik Bijeljina | 9     |